# Małyja Lady
Małyja Lady (biał. Малыя Ляды; ros. Малые Ляды, Małyje Lady) – wieś na Białorusi, w obwodzie mińskim, w rejonie smolewickim  26 km na południe od Smolewicz, 7 km na północny wschód od Śmiłowicz

## Nazwa
Nazwa majątku i miejscowości pochodzi od słowiańskiego słowa „lada” oznaczającego nowo pozyskaną ziemię po wykarczowaniu lub wypaleniu lasu. Jednocześnie „Lada” to pogańska bogini miłości w mitologii bałtyjskiej.
W pogańskich czasach miejsce to już było związane z tradycją cudowności. W czasach chrześcijańskich pojawiła się legenda o pojawieniu się tutaj w XVII wieku Matki Boskiej Włodzimierzowi Kirykowi. W XVII wieku tworzono już pieśni o tym, że było to ulubione miejsce Matki Boskiej.

## Historia
Małyja Lady w XIX wieku nazywały się Lady i były miasteczkiem. Trzy kilometry na zachód od wsi znajduje się przysiółek (osiedle) Lady, który był niegdyś ośrodkiem majątku Lady. Kilometr na południe od wsi istnieje jeszcze jedna wieś o tej samej nazwie (Lady). 